# Claudio Freidzon
Claudio Freidzon, född 1955 i Buenos Aires, Argentina, är en pastor i den kristna församlingen Rey de Reyes i Buenos Aires, Argentina som han grundade 1986. Församlingen är knuten till Assemblies of God och har runt 15 000 besökare vid varje gudstjänst. Han brukar betecknas som Sydamerikas Benny Hinn.
Vid 1990-talets början, började en väckelse i Freidzons församling i Argentina som sedan inspirerade kristna predikanter inom den pentakostala och karismatiska kristenheten över hela världen, och bland annat ledde till Torontovälsignelsen och Brownsvilleväckelsen. Möten besöktes då av upp till 65 000 personer.
Freidzon var en av huvudtalarna vid 100-årsfirandet av Azusa Street-väckelsen i Los Angeles 2006.